# Opus II
Opus II je EP slovenske pop rock skupine Društvo mrtvih pesnikov (DMP), izdan leta 1996 pri v samozaložbi v posebni obliki CD-ja, imenovani CD-PLUS. Skupina izdajo kljub dolžini obravnava kot studijski album.

## Ozadje
V obdobju po izidu kasete Iskanje (1993–1995) je nastalo precej novih skladb, ki so bile slogovno drugačne od tistih iz prvega ustvarjalnega obdobja, hkrati pa so nakazovale prehod Društva mrtvih pesnikov v nove in drugačne stilske usmeritve. Pisali so bolj akustično obarvano glasbo s poudarjenim večglasnim petjem, uporabili pa so tudi za tovrstno glasbo manj značilne instrumente (različna tolkala, godala in flavto).
Snemanje demo posnetkov je potekalo v začetku leta 1995 v zasebnem improviziranem studiu Marjana Pirnarja (danes Festival Novo mesto) v Novem mestu, aprila pa so material posneli v Studiu Luca. Celoten projekt je produciral Janez Križaj. Sredi snemanja je zbolel vokalist Borut Tiran, zato se je zavleklo še v mesec maj, ko je bil material dokončno pripravljen za izdajo.

## Promocija
Podjetje za večpredstavne rešitve T-media iz Novega mesta je ponudilo zanimiv projekt – oblikovanje multimedijskega programa, ki bi bil dodan glasbi in bi vseboval fotografije, video vložke, besedila in nekaj interaktivnih efektov. Predlog je bil sprejet, kar je izid plošče prestavilo še za skoraj slabo leto. Opus II je tako izšel aprila 1996 kot prvi CD-PLUS v Sloveniji in vzhodni Evropi in takrat eden redkih na svetu. Termin označuje posebno združitev glasbenega in skritega računalniškega softverskega dela. Od CD-ROMA se razlikuje po tem, da CD-predvajalnik ne bere računalniškega dela in je zato zagotovljena varna reprodukcija tako na radiih kot na domačih avdio napravah.
Skupina je v Piranu posnela tudi odmeven videospot za skladbo "Ti in jaz" v produkciji Kobe Studia iz Ljubljane. V njem sta nastopili supermanekenka Lili Geček in manekenka Polona Lumpert. Spot je režiral Tibor Ogrizek, snemal pa Rajko Bizjak.

## Seznam pesmi
| Št.             | Naslov                   | Pisec           | Dolžina |
| --------------- | ------------------------ | --------------- | ------- |
| 1.              | „Ko prižgeš nov dan '95‟ | Alan Vitezič    | 4:47    |
| 2.              | „Ti in jaz‟              | Vitezič         | 3:39    |
| 3.              | „Ustavil bi svet‟        | Borut Tiran     | 3:28    |
| 4.              | „Vlak, ki mi povrne čas‟ | Tiran           | 3:20    |
| 5.              | „Ko prižgeš nov dan '93‟ | Vitezič         | 5:29    |
| Skupna dolžina: | Skupna dolžina:          | Skupna dolžina: | 20:43   |

## Zasedba
| Društvo mrtvih pesnikov - Borut Tiran — vokal - Alan Vitezič — kitara - Marko Zajc — bobni - Tomaž Koncilija — bas kitara | Ostali - Janez Križaj — produkcija |